# Vagiphantes vaginatus
Vagiphantes vaginatus är en spindelart som först beskrevs av Andrei V. Tanasevitch 1983.  Vagiphantes vaginatus ingår i släktet Vagiphantes och familjen täckvävarspindlar. Inga underarter finns listade i Catalogue of Life.